# Ministère des Affaires étrangères (Serbie)
Pour les articles homonymes, voir Ministère des Affaires étrangères.
Le ministère des Affaires étrangères (en serbe cyrillique : Министарство спољних послова ; en serbe latin : Ministarstvo spoljnih poslova) est le département ministériel du gouvernement serbe chargé de mettre en œuvre la politique extérieure de la Serbie.

## Organisation
Le ministère s'organise autour de plusieurs départements :
- le Département des relations bilatérales[1] ;
- le Département des relations multilatérales[2] ;
- le Département de l'Union européenne[3] ;
- le Département de la politique de sécurité[4] ;
- le Département des affaires consulaires[5] ;
- le Secrétariat général[6].

## Représentation diplomatique
La Serbie dispose d'un réseau de 65 ambassades ainsi que de 23 consulats dans 15 pays ; elle est également représentée par 67 consuls honoraires.
La Serbie dispose de 7 missions diplomatiques permanentes : au Conseil de l'Europe, auprès de l'Union européenne, à l'OTAN, auprès de l'Organisation pour la sécurité et la coopération en Europe, aux Nations unies à New York, aux Nations unies à Genève et à l'UNESCO.
La Serbie héberge 66 ambassades étrangères à Belgrade, 5 consulats généraux (2 à Niš et à Subotica, 1 à Vršac) ainsi que 4 bureaux de liaison à Pristina. Elle accueille aussi des représentants de l'Autorité palestinienne et de l'ordre souverain de Malte ainsi que 18 consuls honoraires, dont certains sont accrédités comme ambassadeurs.

## Liste des ministres
| Ministre                                                       | Parti | Parti | Dates                   | Gouvernement               |
| -------------------------------------------------------------- | ----- | ----- | ----------------------- | -------------------------- |
| Branko Mikašinović                                             |       | SPS   | 15/02/1991 - 31/07/1991 | Zelenović                  |
| Vladislav Jovanović                                            |       | SPS   | 31/07/1991 - 14/07/1992 | Zelenović et Božović       |
| Vladislav Jovanović                                            |       | SPS   | 30/09/1992 - 04/03/1993 | Božović et Šainović        |
| Ministre des Affaires étrangères de la Yougoslavie (1993-2006) |       |       |                         |                            |
| Vuk Drašković                                                  |       | SPO   | 04/06/2006 - 15/05/2007 | Koštunica I                |
| Vuk Jeremić                                                    |       | DS    | 15/05/2007 - 27/07/2012 | Koštunica II et Cvetković  |
| Ivan Mrkić                                                     |       | Ind.  | 27/07/2012 - 27/04/2014 | Dačić                      |
| Ivica Dačić                                                    |       | SPS   | 27/04/2014 - 22/10/2020 | Vučić I et II et Brnabić I |
| Ana Brnabić (intérim)                                          |       | SNS   | 22/10/2020 - 28/10/2020 | Brnabić I                  |
| Nikola Selaković                                               |       | SNS   | 28/10/2020 - 26/10/2022 | Brnabić II                 |
| Ivica Dačić                                                    |       | SPS   | 26/10/2022 - 02/05/2024 | Brnabić III                |
| Marko Đurić                                                    |       | SNS   | depuis le 02/05/2024    | Vučević et Macut           |

## Site officiel
- (sr + en) Site officiel